# Selomerto (plaats)
Selomerto is een bestuurslaag in het regentschap Wonosobo van de provincie Midden-Java, Indonesië. Selomerto telt 4635 inwoners (volkstelling 2010).